# نبرد جیکسان
نبرد جیکسان (انگلیسی: Battle of Jiksan) یکی از نبردهای تهاجم ژاپن به کره بود. در این نبرد دودمان مینگ و نیروهای ارتش ژاپن در اطراف شهری که امروزه چئونان نام دارد با یکدیگر جنگیدند.